# اریک لفکوفسکی
اریک لفکوفسکی، (به انگلیسی: Eric Lefkofsky) (زاده ۱۳ سپتامبر ۱۹۶۹) کارآفرین، بازرگان و مدیر ارشد اجرایی آمریکایی است، که در حال حاضر به‌عنوان رییس هیئت مدیره شرکت گروپون فعالیت می‌نماید.
لفکوفسکی در ماه نوامبر سال ۲۰۰۸ با مشارکت آندره میسون و برد کی‌ول شرکت گروپون را راه‌اندازی کرد و در حال حاضر این شرکت دارای ۱۵۰ فروشگاه در آمریکای شمالی و ۱۰۰ فروشگاه در اروپا، آسیا و آمریکای جنوبی می‌باشد.